# Drama satírico

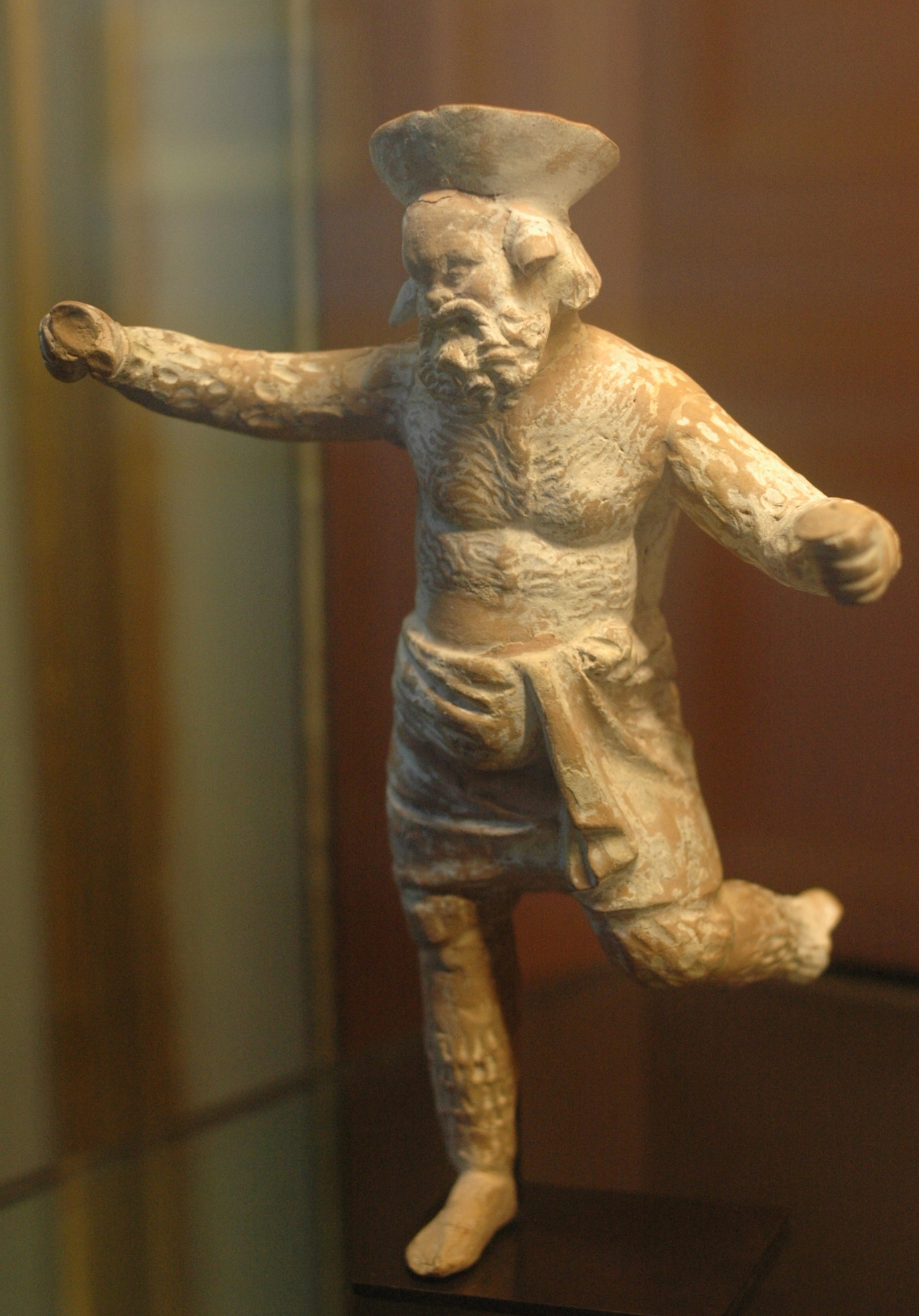
Paposileno del drama satírico tocando los crótalos. Figurilla de terracota beocia, Museo del Louvre.

El drama satírico es un género teatral de la Antigua Grecia estrechamente asociado a la tragedia.
En la época clásica, en Atenas los autores debían presentar en concurso tres tragedias y un drama satírico; las cuatro obras eran interpretadas por los mismos actores. Según la tradición, Pratinas de Fliunte (fin del siglo VI a. C.-principios de siglo V a. C.) es el inventor del género. Se trataba de conservar un sitio, en el teatro griego, para Dioniso y los sátiros, excluidos a partir del periodo clásico de la tragedia; esto causó reticencias en algunos aficionados. Plutarco lo relata así: «Cuando Frínico y Esquilo desarrollaron la tragedia para incluir en ellas intrigas mitológicas y desastres, la reacción fue: "¿Qué tiene que ver con Dioniso?"» (Diálogos de sobremesa, I, 1, 5).
El género es mal conocido debido a que han sobrevivido pocas obras. El único drama completo es El Cíclope de Eurípides. Existen cuantiosos fragmentos de los Tiradores de red y los Espectadores del Istmo de Esquilo, y de los Sabuesos de Sófocles. Se puede situar, igualmente, en esta categoría el Alcestis de Eurípides, tragedia con desenlace feliz, presentada en 438 a. C. en cuarta posición, en lugar del drama satírico.
Según el Pseudo-Demetrio de Falero, el drama satírico es una «tragedia que divierte» (Del estilo, 169). Pone en escena un coro de sátiros, desnudos e itifálicos, dirigidos por Sileno y enfrentados a un héroe mitológico, con una estructura similar a la de la tragedia: prólogo, párodos, episodios y éxodo. La escena transcurre en una naturaleza salvaje. En el Cíclope, los sátiros son esclavizados por Polifemo, hijo de Poseidón; Ulises y los guerreros aqueos que le acompañan, acaban prisioneros del cíclope. Los sátiros les ayudan a fugarse con ellos. En los Sabuesos, los sátiros, esclavos de no se sabe quién, prestan su ayuda a Apolo, a quien el recién nacido Hermes había robado sus rebaños.
En el siglo IV a. C., los poetas trágicos dejan de presentar un drama satírico con su trilogía trágica. De hecho, el drama se emancipa para ser una prueba en parte entera, por ejemplo, en las Dionisias de Delos o en las Hereas de Samos.